# Робин Шернберг
Робин Джеймс Олоф Шернберг (род. на 22 февруари 1991 в Хеслехолм) е шведски поп певец. Той е представителят на Швеция (страната-домакин) на „Евровизия 2013“.

## Музикална кариера

### В групатаWhat's Up!
Робин печели конкурса за таланти „Sommarchansen“ в Малмьо през 2006 г. През 2007 г. взема участие в събитие, целящо да избере 4 от общо 15 изпълнители за сформирането на група. Така се оказва сред 4-та късметлии-членове на „What's Up!“. Другите членове на групата са Ерик Сааде, Лудвиг Кейзер и Йохан Ингвесон. По-късно Ерик Сааде напуска и бива заместен от Йоханес Магнусон. Групата издава албума „In Pose“, достигнал № 40 в Шведската класация за албуми. 2 сингъла попадат в „Sverigetopplistan“, официалната шведска класация за сингли: „Go Girl!“ достига пета позиция, а „If I Told You Once“ – шестнадесета.
Робин Шернберг е вторият член на групата, представил Швеция на „Евровизия“: преди него на евровизионната сцена излиза Сааде през 2011 г.

### В музикалното реалитиIdol
Шернберг участва в музикалното реалити шоу „Idol“ (вж. Music Idol) през 2011 г. и завършва на второ място.

#### Изпълнения
- Прослушване: „Who You Are“ на Джеси Джей
- 26 септември 2011: „Breakeven“ на „Дъ Скрипт“
- 30 септември 2011: „Animal“ на „Неън Трийс“
- 7 октомври 2011: „California King Bed“ на Риана
- 14 октомври 2011: „Alla Vill Till Himmelen Men Ingen Vill Dö“ на Тимбукту
- 21 октомври 2011: „Halo“ на Бионсе
- 28 октомври 2011: „When a Man Loves a Woman“ на Пърси Следж
- 4 ноември 2011: „Who You Are“ на Джеси Джей
- 11 ноември 2011: „Reach Out, I'll Be There“ на „Дъ Фор Топс“
- 18 ноември 2011: „Bohemian Rhapsody“ на Куийн, „Pride (In the Name of Love)“ на „U2“
- 25 ноември 2011: „Let Me Entertain You“ на Роби Уилямс и „You Raise Me Up“ на Джош Гробан
- 2 декември 2011: „Dedication to My Ex (Miss That)“ на „Lloyd“ и „Love Is Gone“ на Давид Гета и Крис Уилис
- 9 декември 2011: „In My Head“ на Джейсън Деруло, „Halo“ на Бионсе и „All This Way“

Певецът получава 48% от зрителския вот. Останалата част от аудиторията гласува за Аманда Фондел (52%).

## Евровизия 2013
Робин Шернберг участва в шведската селекция „Мелодифестивален“ с песента „You“. Излиза на сцената в четвъртия полуфинал, на 23 февруари 2013 г. Песента му отива на рунда „втори шанс“ и го преминава успешно. На 9 март побеждава на националния финал и неговата песен става първата, която да е печелила, преминавайки през същия този рунд.